# Ein ganz normales Leben
Ein ganz normales Leben (Originaltitel: Uma Vida Normal, portugiesisch für: Ein normales Leben) ist eine Tragikomödie des portugiesischen Filmregisseurs Joaquim Leitão aus dem Jahr 1994. Die Filmkomödie zeigt mehrere erotische Momente und trägt stellenweise Züge eines nachdenklichen Filmdramas.

## Handlung
Der 40-jährige Miguel hat die üblichen Probleme, allerdings in geballter Form: Er lebt in Scheidung und hat eine Geliebte, die ihm viel Ärger macht. Für den geliebten Sohn hat er kaum Zeit, schlägt sich mit beruflichen Problemen in seiner Werbebranche herum und ist chronisch pleite. Dazu trinkt er zu viel und raucht zu viel, mehrere Schachteln am Tag. Er nimmt Tabletten, um einzuschlafen, und Tabletten, um wach zu werden. Bei allem lebt er in ständiger Hektik, um allen Verpflichtungen gerecht zu werden und seine ständigen Ausreden und Lügen zu verdecken. Und langsam macht der Körper das alles nicht mehr ohne Probleme mit.
Nach einem Herzinfarkt beschließt Miguel, sein Leben zu ändern. Er sehnt sich nach einem geregelten Leben, und er glaubt, er könne sich nur jetzt oder nie mehr retten. Mit einem Kraftakt will er anhand eines Drei-Stufen-Plans in sein altes Ehe- und Familienleben zurückkehren, seine Finanzen in Ordnung bringen und seine Gesundheit retten. Beherzt geht er seine Probleme an. Doch er stößt in allen Bereichen auf unüberwindbare Hindernisse verschiedener Art: Er kann den Frauen nicht widerstehen, sein Vorgesetzter zieht nicht mit, und seine Pläne zur Geldbeschaffung laufen nicht glatt. Er muss schließlich feststellen, dass ein problemfreies Leben kaum erreichbar ist und es so etwas wie ein normales Leben überhaupt nicht gibt, zu sehr durchkreuzen Zufälle und die Unwägbarkeiten des Lebens die eigenen Pläne und hochfliegenden Absichten.
Miguel unterhält sich mit dem Barmann seines Vertrauens über das Leben, das sich gegen ihn verschworen zu haben scheint und ihn an der Umsetzung seines Rettungsplans hindert. Der Zuschauer sieht die Entwicklung der sich überschlagenden Geschehnisse entlang der erzählten Szenen.

## Produktion und Rezeption
Die Dreharbeiten begannen am 28. September 1992 und erfolgten in Lissabon und seinem Großraum, auf der Halbinsel von Setúbal und im Alentejo. Der Film wurde von der portugiesischen Filmproduktionsgesellschaft MGN Filmes in Koproduktion mit dem portugiesischen öffentlich-rechtlichen Fernsehsender RTP und der spanischen Produktionsfirma Alsira Garcia Maroto hergestellt, unter finanzieller Beteiligung der portugiesischen Filmförderung IPC (heute ICA) und des SCALE/BABEL Multilinguims Loan des MEDIA-Programms der EU.
Der Film kam am 4. März 1994 in die portugiesischen Kinos.
Beim breiten Publikum konnte der Film kein größeres Interesse wecken, die Filmkritik nahm den Film dagegen positiv auf. Gelobt wurden die sichere Inszenierung und die überzeugenden Schauspielleistungen, insbesondere die von Joaquim de Almeida, von Margarida Marinho und die überraschende Darbietung Anamars.

„Komödie mit melancholischen Untertönen.“

Uma Vida Normal erschien 2002 als DVD bei MGN Filmes in Zusammenarbeit mit der Zeitung Público, kam aber erst im Januar 2003 in den Handel.